# Mycetophila dolosa
Mycetophila dolosa är en tvåvingeart som beskrevs av Samuel Wendell Williston  1896. Mycetophila dolosa ingår i släktet Mycetophila och familjen svampmyggor. Inga underarter finns listade i Catalogue of Life.